# Демасдуит

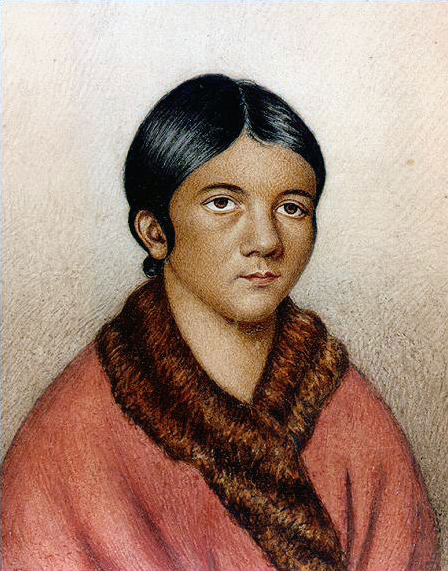
Портрет Шанавдитит, племянницы Демасдуит — последней беотукской женщины, жившей среди европейцев. Художник Генриетта Гамильтон, Портретная галерея Канады (Оттава)

Демасдуит (англ. Demasduit, в крещении — Мэри Марч, англ. Mary March, около 1796 — 8 января 1820) — женщина племени беотук. Демасдуит и её племянница были последними представителями своего народа, населявшего о. Ньюфаундленд (ныне Канада), контактировавшими с европейцами. Лишь в XX в. была обнаружена запись беотукской песни, сделанной в 1910 г. Благодаря Демасдуит сохранились сведения о грамматике и словаре беотукского языка.
Племя беотуков, от которых пошёл термин «краснокожие» из-за обычая раскрашиваться охрой, проявляло крайнюю враждебность к европейским пришельцам. Конфликт привёл к резкому сокращению численности беотукского населения. Особенно губительным для беотуков оказалось то, что новые поселенцы в основном селились на побережье, и поскольку беотуки традиционно промышляли рыболовством, европейцы отрезали их от источников питания.
Осенью 1818 г. небольшая группа беотуков похитила лодку и рыболовецкие принадлежности из английского поселения в устье реки Эксплойтс. Губернатор колонии Чарльз Гамильтон приказал вернуть похищенное имущество. 1 марта 1819 Джон Пейтон-младший и шестеро вооружённых людей отправились вверх по реке Эксплойтс к Озеру Красных Индейцев в поисках беотуков и похищенных принадлежностей. Заметив их, беотуки, числом около 10, покинули свой лагерь и бросились бежать. Демасдуит завязла в глубоком снегу и, повернувшись к преследователям, показала свою набухшую грудь. Таким образом она просила о пощаде, показывая, что является кормящей матерью. Её муж, предводитель беотуков Ноносабасут, был убит во время преследования, а ребёнок умер через несколько дней после того, как её захватили в плен.
Суд присяжных в Сент-Джонсе оправдал Пейтона и его людей за убийство, поскольку «…со стороны Пейтона не было ничего несправедливого в том, что он применил насилие при возврате собственности, так что кровопролитие было случайным».
Демасдуит перевезли в Твиллингейт, где она некоторое время жила в церкви англиканского священника, преподобного Джона Ли. Последний узнал, что у Демасдуит были и другие имена — Шендорет и Ваунатоаке. Джон Ли крестил её и назвал Мэри Марч — в честь Девы Марии и месяца, в котором она была захвачена европейцами.
Демасдуит перевезли в Сент-Джонс, где она провела весну 1819 г. в доме Ли и Джона Пейтона-младшего. В это время жена губернатора, Генриетта Гамильтон, написала портреты Демасдуит и её племянницы.
Летом 1819 г. было предпринято несколько попыток вернуть её в прежние места проживания, к беотукам (которых в то время насчитывалось 31 человек). Капитан Дэвид Бьюкен должен был отправиться по суше к Озеру Красных Индейцев и взять с собой Демасдуит в ноябре. Жители Сент-Джонса и Нотр-Дам-Бэй собрали деньги на возвращение её домой. Тем не менее, она умерла от туберкулёза в Шип-Коув (ныне Ботвуд) на борту судна Бьюкена «Кузнечик» 8 января 1820 г. Тело было оставлено в гробу на берегу озера, где его обнаружили оставшиеся беотуки и перенесли в её родное село в феврале. Её похоронили рядом с мужем и ребёнком.
Племянница Демасдуит, по имени Шанавдитит, была последней представительницей беотуков, жившей среди европейцев. Шанавдитит умерла, не оставив потомства.
Песня под названием Demasduit Dream (ньюфаундлендская группа en:Great Big Sea) описывает её историю.
Музей Мэри Марч (Mary March Museum) в г. Гранд-Фолс-Виндзор (en:Grand Falls-Windsor, Newfoundland and Labrador) назван в её честь. В мае 2006 г. группа местных учеников во главе с Коннором О’Дрисколлом, собрала более 500 подписей в поддержку того, чтобы музей был переименован по её подлинному имени, а не по имени, данному ей в плену. Однако музей не переименовали.
У Демасдуит была определена митохондриальная гаплогруппа C.